# Schizopepon
Schizopepon — рід квіткових рослин родини гарбузових.
Його рідний ареал — від Східних Гімалаїв до Далекого Сходу Росії та Японії.
Види:
- Schizopepon bicirrhosus (C.B.Clarke) C.Jeffrey
- Schizopepon bomiensis A.M.Lu & Zhi Y.Zhang
- Schizopepon bryoniifolius Maxim.
- Schizopepon dioicus Cogn.
- Schizopepon longipes Gagnep.
- Schizopepon macranthus Hand.-Mazz.
- Schizopepon monoicus A.M.Lu & Zhi Y.Zhang
- Schizopepon xizangensis A.M.Lu & Zhi Y.Zhang